# Füßbach (Kupferzell)
Füßbach ist eine Kleinsiedlung in der Teilgemarkung des Ortsteils Mangoldsall der Gemeinde Kupferzell im Hohenlohekreis im nordöstlichen Baden-Württemberg.
Der Ort liegt nordwestlich von Kupferzell. Die BAB 6 verläuft im Süden.

## Geschichte
Im späten 11. bis 13. Jahrhundert wurde der Ort besiedelt. Füßbach bestand ursprünglich aus einem oberen und unteren Weiler, noch heute sind diese am Flurbild klar zu unterscheiden, der untere Weiler ist jünger. Der Ort gehörte wohl ursprünglich zur Burg Neufels und fiel im 15. Jahrhundert an Hohenlohe. So wie auch Mangoldsall gehörte Füßbach zum Amt Kirchensall. 1806 fiel Füßbach an Württemberg. Der Gemeinde (Schultheißenamt) Mangoldsall wurde der Ort 1830 zugeordnet. Zusammen mit Mangoldsall kam Füßbach im Rahmen der Gemeindereform am 1. Januar 1972 zur durch einen Zusammenschluss neu gebildeten Gemeinde Kupferzell.
Füßbach erzeugt einen Großteil seines Energiebedarfs aus Biomasse und erneuerbaren Energien und nennt sich seit 2011 Bioenergiedorf.

## Persönlichkeiten
- Emil Kümmerer (1914–2008), Orientalist und Bibliothekar